# Liste de thermes romains
Les thermes romains sont un des éléments essentiels de la civilisation romaine, autant dans la vie quotidienne que dans les monuments construits pour les abriter et les alimenter (aqueducs).
Cette liste alphabétique par pays recense de façon non exhaustive les thermes du monde romain. Dans la mesure où les informations sont suffisantes, un article détaillé a été créé ou est en cours de création. Dans les autres cas, les informations disponibles à ce jour sont résumées.

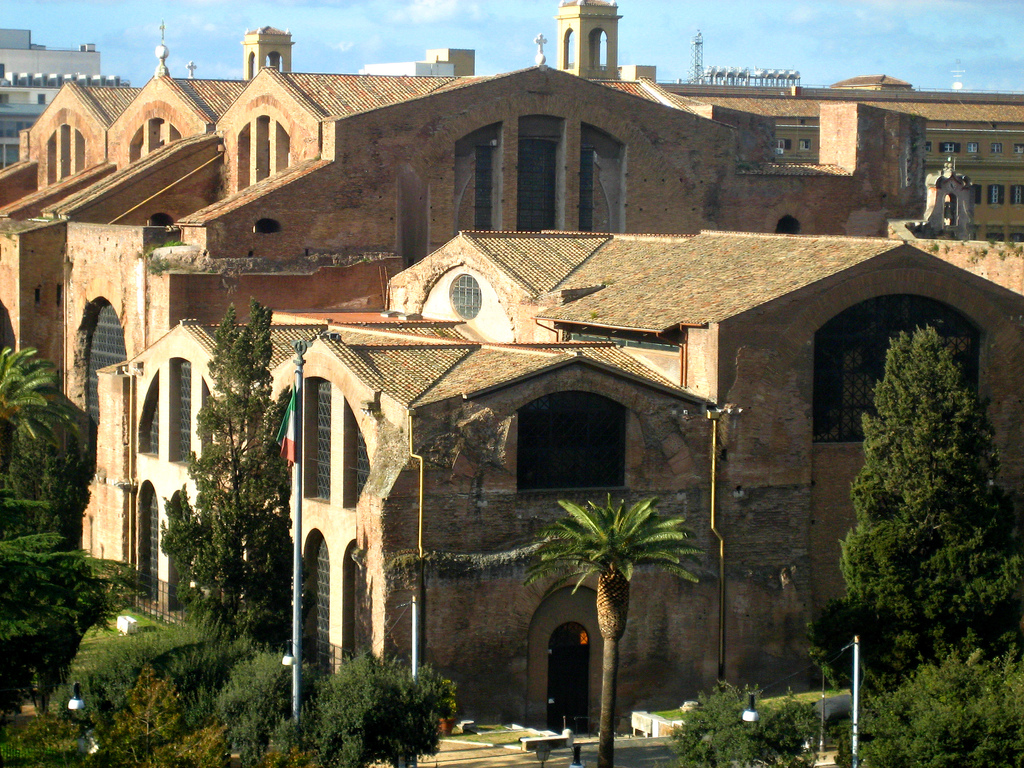
Thermes de Dioclétien, Rome.

## Albanie
- Buthrote

## Algérie
- Annaba (Hippone ou Hippo Regius) : Thermes du Sud
- Khenchela (Mascula) : Hammam Essalihine (Aquae Flavianae)
- Djemila (Cuicul) : Thermes de Commode, fouillés une première fois entre 1952 et 1957 par Yvonne Allais[Fevrier 1].
- Tiddis : petits et grands thermes[1]
- Timgad (Thamugadi) : Thermes de Timgad
- Tipasa : thermes mentionnés sur le site de l'Unesco[2]

## Allemagne
- Aix-la Chapelle (Aquae Granni) : Thermes romains d'Aix-la-Chapelle
- Badenweiler : Thermes romains fouillés et dessinés en 1784 par Carl Friedrich Autenrieth[3]
- Baden-Baden : ruines de thermes romains[4]
- Trèves (Colonia Augusta Treverorum) : Thermes impériaux de Trèves et thermes de Barbara
- Weissenburg in Bayern (Bavière) (Biriciana) : Thermes romains de Weissenburg in Bayern

## Autriche
- Carnuntum : Thermes romains de Carnuntum

## Belgique
- Arlon (Orolaunum): thermes mentionnés sur Internet[5]
- Dinant : thermes mentionnés sur Internet[6]
- Fontaine-Valmont : Thermes romains de Fontaine-Valmont
- Spa : signalés par Pline le Jeune.
- Vervoz (Vervigum) : thermes mentionnés sur Internet[7]

## Bulgarie
- Plovdiv (Philippopolis puis Trimontium) : thermes romains[réf. nécessaire]
- Sozopol (Sozopolis) : thermes romains[8]
- Varna (Odessos) : Thermes romains de Varna, thermes mentionnés sur Internet[9]

## Croatie
- Solin (Salona) : Thermes romains de Salone
- Varaždin (Aquae Issae) : Thermes d'Aquae Issae
- Île de Vis : thermes mentionnés sur Internet[10]

## Égypte
- Alexandrie : thermes romains[11]

## Espagne
- Alange : thermes les mieux conservés d'Espagne[12]
- Badalone (Baetulo): thermes romains de la periode républicaine. Conservés dans le musée de Badalona[13]
- Caldes de Montbui : Thermes romains de Caldes de Montbui.
- Gijón : thermes mentionnés sur Internet[14]
- Lugo (Lucus Augusti) : Thermes romains de Lucus Augusti.
- Marbella : Thermes romains de Las Bóvedas.
- Sant Boi de Llobregat : Thermes romains de Sant Boi.
- Saragosse (Caesaraugusta)
- Santiponce (Itálica) : Thermes romains d'Itálica
- Séville (Hispalis) : thermes mentionnés sur Internet, découverts en 1997[15].
- Tolède (Toletum): thermes mentionnés sur Internet[16]
- Valence (Valentia Edetanorum) : Thermes romains de Valentia.

## France

### Auvergne-Rhône-Alpes

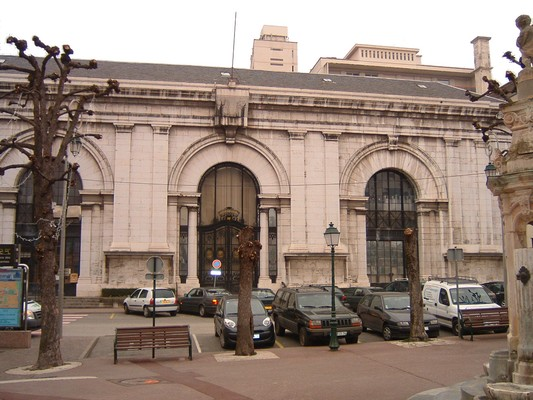
Les thermes romains d'Aix-les-Bains.

- Aix-les-Bains (Aquae) : un centre monumental disparu est bordé par l'édifice thermal, aujourd'hui partiellement enchâssé dans les Thermes Nationaux. Une superficie de 1 000 m² a été reconnue mais la disposition des différentes parties est difficile à reconstituer. Les bâtiments auraient été construits au Ier siècle, réhabilités au IIe siècle et auraient servi jusqu'au IVe siècle[Segard 1].

- Annecy (Boutae) : Les thermes sont séparés d'un grand espace public par des entrepôts. Ces thermes ont été érigés entre 80 et 100, abandonnés à une période inconnue puis partiellement réemployés comme boulangerie à la fin du IIIe siècle[Segard 2]

- Châteauneuf : thermes gallo-romains[17] et le sanctuaire gallo-romain de Châteauneuf-les-Boissons[18],[19]. Situés sur la partie occidentale du vallon, les thermes sont construits tardivement (fin du Ier siècle-début du IIe siècle). Ont été reconnues au moins trois pièces : caldarium, tepidarium et frigidarium[Segard 3].

- Die (Dea Augusta Vocontiorum): thermes du fifre et thermes datés du Haut-Empire[Segard 4]

- Feurs (Forum Segusiavorum) : thermes situés au début du boulevard Gambetta, sous la protection de la DRAC[20]

- Lyon (Lugdunum) : Thermes romains de Lyon

- Montbrison (Aquae Segetae) : important centre thermal lié à un sanctuaire monumental[21]

- Néris-les-Bains (Aquae Nerii) : Thermes romains de Néris-les-Bains

- Royat (Rubiacum) : thermes antiques de Royat

- Vichy : thermes romains[22]

- Vienne (Vienna) : Thermes romains de Vienne

### Bourgogne-Franche-Comté
- Bourbon-Lancy :  thermes romains

- Escolives-Sainte-Camille : Thermes romains d'Escolives

- Luxeuil-les-Bains (Luxovium)

- Mandeure (Epomanduodurum) : Bains de Courcelles

- Saint-Honoré-les-Bains: Thermes romains de Saint-Honoré-les-Bains

- Saint-Père : Fontaines Salées[23]

- Salins-les-Bains : Thermes romains de Salins-les-Bains

- Sens  (Agedincum): Plusieurs emplacements de thermes ont été identifiés par les archéologues depuis le XIXe siècle. La façade de l'un d'entre eux a été reconstituée dans l'une des salles des Musées de Sens.

### Bretagne
- Corseul (Fanum Martis) : Site archéologique de Corseul[24]

- Plestin-les-Grèves : thermes du Hogolo découverts en 1892[25]

### Centre-Val de Loire
- Bourges (Avaricum) : thermes romains[26]
- Tours (Caesarodunum) : thermes gallo-romains de Tours
- Triguères : Site gallo-romain de Triguères#Aqueduc et thermes fouilles effectués vers 1858 puis rebouchées[27]

### Corse
- Aléria (Alalia / Aleria) : thermes

- Lucciana (Mariana) : thermes

### Grand Est
- Andilly-en-Bassigny : thermes d'Andilly-en-Bassigny.

- Bliesbruck : Thermes de Bliesbruck

- Bourbonne-les-Bains : thermes de Bourbonne.

- Grand : (Andesina) : thermes mentionnés sur Internet[28]

- Langres (Andemantunnum) : Thermes romains de Langres

- Metz (Divodurum Mediomatricorum) : thermes conservés sous les Musées de la Cour d'Or[29]

- Niederbronn-les-Bains : thermes mentionnés sur Internet[30]

- Plombières-les-Bains : Bain romain et bâtiment thermal gallo-romain

- Reims (Durocortorum) : thermes jouxtant la cathédrale mentionnés sur Internet[31]

- Sarreinsming : Vestiges gallo-romains de Heidenkopf avec thermes[32]

- Warcq : Thermes gallo-romains[33].

### Hauts-de-France
- Amiens (Samarobriva) : thermes, rue de Beauvais, et thermes face à l'église Saint-Germain[34]

- Bavay (Bagacum Nerviorum) : thermes et aqueduc

- Orrouy : thermes de Champlieu

- Ribemont-sur-Ancre : thermes du Sanctuaire de Ribemont-sur-Ancre

- Thérouanne : (Taruenna) vestiges de thermes

### Île-de-France
- Melun (Metiosedum?) : thermes

- Paris (Lutèce) : Thermes de Cluny, Thermes de l'Est

- Vanves : thermes gallo-romains[35]

### Normandie
- Lillebonne (Juliobona) : Thermes romains de Lillebonne

- Lisieux (Noviomagus Lexoviorum) : Jardin archéologique de l'hôpital (vestiges de thermes et d'une villa)

- Rouen (Rotomagus) : Thermes romains de Rouen

- Valognes (Alauna) : thermes[36]

- Le Vieil-Evreux (Gisacum) : Thermes romains du Vieil-Évreux

- Vieux : (Aregenua)[37]

### Nouvelle-Aquitaine

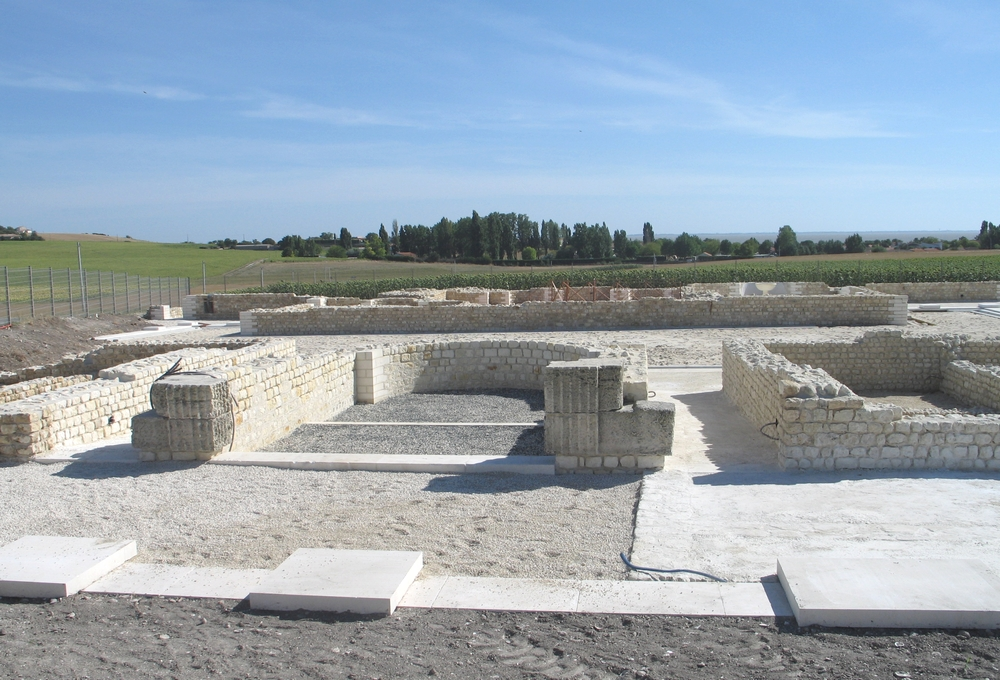
Les thermes de Barzan.

- Barzan  (Novioregum?) : Site gallo-romain de Barzan

- Chassenon (Cassinomagus) : Thermes romains de Chassenon[38]

- Dax (Aquae Tarbellicae) : thermes mentionnés sur Internet[39]

- Évaux-les-Bains (Ivaonum) : Thermes romains d'Évaux-les-Bains

- Limoges (Augustoritum) : Thermes romains de Limoges

- Périgueux (Vesunna) : Thermes de Vésone

- Poitiers (Limonum) : Thermes de Saint-Germain

- Saint-Cernin-de-Larche : thermes[40]

- Saint-Jean-le-Vieux : (Imus Pyrenaeus) : les fouilles de J.-L. Tobie ont mis au jour des thermes[41]

- Saintes (Mediolanum Santonum) : Thermes de Saint-Saloine de Saintes[42]

- Sanxay : vestiges de thermes, sur une superficie de 110 mètres sur 60 mètres, construits au IIe siècle, remaniés entre le IIIe siècle et le IVe siècle[43]

- Thénac : thermes à doubles hypocaustes fouillés par le baron Eschassériaux à la fin du XIXe siècle[44]

### Occitanie

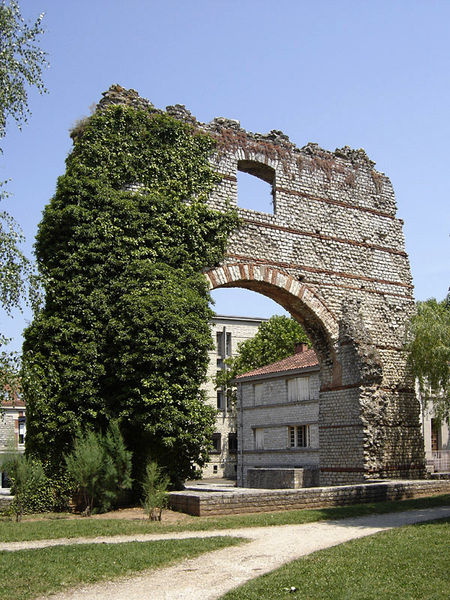
Cahors : l'arc de Diane ou frigidarium des thermes romains.

- Amélie-les-Bains-Palalda : thermes romains d'Amélie-les-Bains-Palalda

- Bagnères-de-Luchon : Bains onésiens

- Cahors (Divona Cadurcorum) : très beaux restes de thermes romains : l'« arc de Diane », ainsi nommé jusqu'aux fouilles de 1953-1954 : cet important vestige est un des quatre murs du frigidarium qui donnait sur une petite piscine dans une abside[45].

- Gaujac : Thermes romains de Gaujac

- Javols (Anderitum) : thermes d'Anderitum

- Mont-Lozère-et-Goulet (Bagnols-les-Bains Aquae calidae)

- Montoulieu-Saint-Bernard : thermes romains découvert en 1957 au hameau de Pelet

- Narbonne (Narbo Martius) : Thermes Romains du site Archéologique du Clos de la Lombarde (28 Rue Chanzy , Narbonne) .

- Nîmes (Nemausus) : thermes romains créés par le gendre de l'empereur Auguste, Marcus Vipsanius Agrippa (également commanditaire de la Maison carrée)[Clébert 1].

- Toulouse (Tolosa) : Thermes d'Ancely.

### Pays de la Loire
- Aubigné-Racan : Site archéologique de Cherré#Thermes

- Entrammes : Thermes gallo-romains d'Entrammes

- Jublains (Noviodunum) : Thermes romains de Jublains

- Le Mans (Vindunum) : thermes romains découverts en 1980, visibles au sein d'une crypte archéologique, sous l'école supérieure des Beaux-Arts[46]

### Provence-Alpes-Côte d'Azur

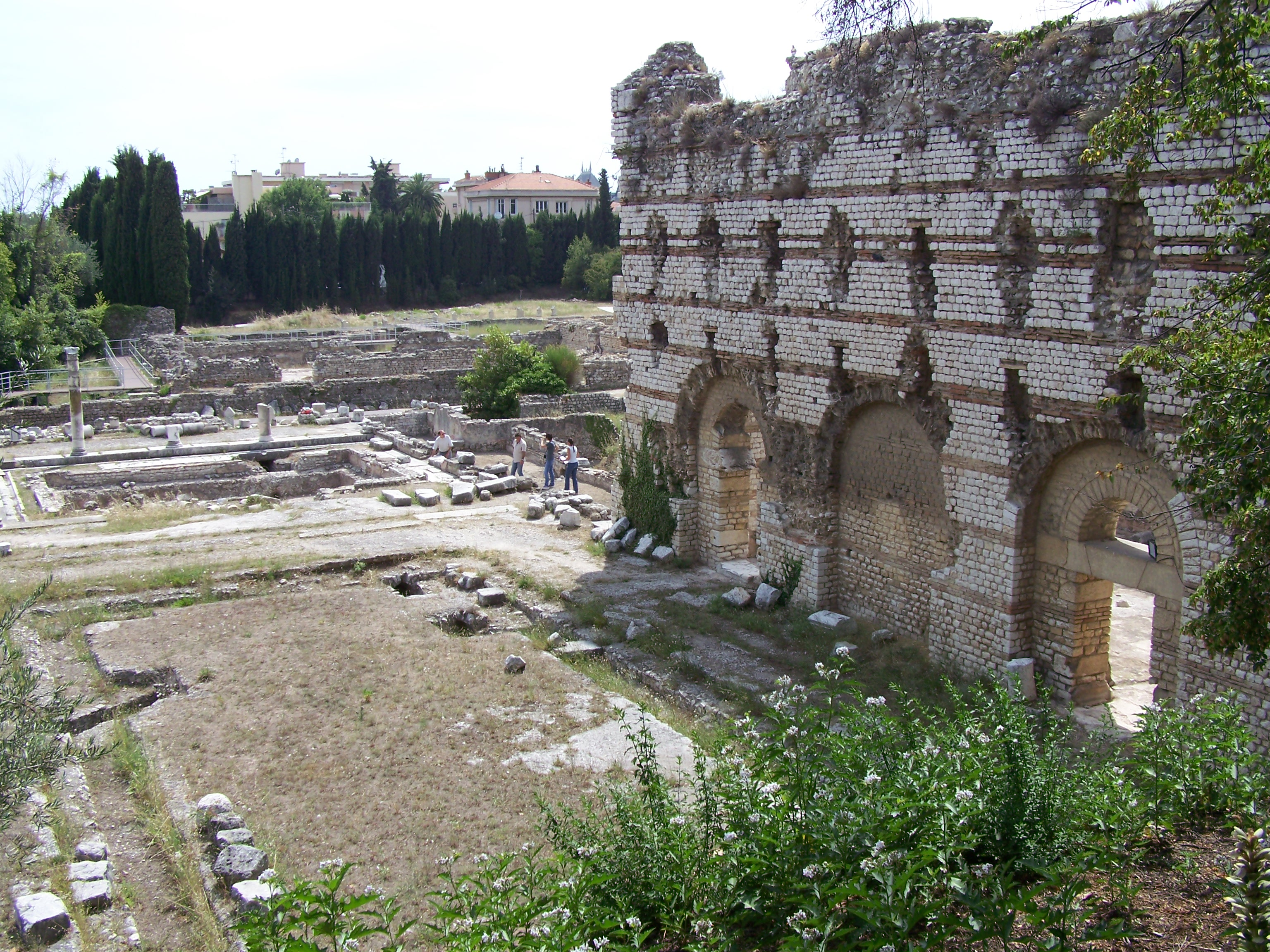
Les thermes romains de Cimiez à Nice

- Aix-en-Provence (Aquae Sextiae) : thermes romains d'Aix-en-Provence

- Antibes (Antipolis) : thermes romains supposée, non localisés, plutôt à l'ouest de l'anse Saint-Roch[Clébert 2].

- Apt (Apta Julia) : non fouillés, les thermes reposent sous la sous-préfecture[Clébert 3].

- Arles (Arelate) : Thermes de Constantin

- Cavaillon (Cabellio) : Thermes romains de Cavaillon

- Fréjus (Forum Julii) : thermes mentionnés sur Internet[47]

- Gréoux-les-Bains (Gryselium) : source d'eau chaude (36 degrés[48]) et sulfureuse. Aménagements thermaux par les Romains[Clébert 4].

- Hyères (Olbia-Pomponiana) : thermes découverts en 1844 par Méry[Clébert 5].

- Marseille (Massalia) : Thermes romains de Marseille

- Nice (Cemenelum) : Thermes romains de Cimiez

- Orange (Arausio) : existence très probables de thermes[Clébert 6].

- Riez : Thermes romains de Riez

- Saint-Raphaël : thermes manifestement localisés sous le casino[Clébert 7].

- Saint-Rémy-de-Provence (Glanum) : Thermes romains de Glanum

- Toulon (Telo Martius) : existence de thermes exclue par Jean-Paul Clébert[Clébert 8].

- Vaison-la-Romaine (Vasio Vocontiorum) : thermes supposés mais non trouvés[Clébert 9].

- Vernègues : plus célèbre pour son temple dédié à Rome et Auguste, la cité accueille selon F. Benoit « des thermes avec dallages de marbre et piscines, reconnus à proximité immédiate et sous les jardins du château »[Clébert 10].

## Grèce
- Alivéri[49]

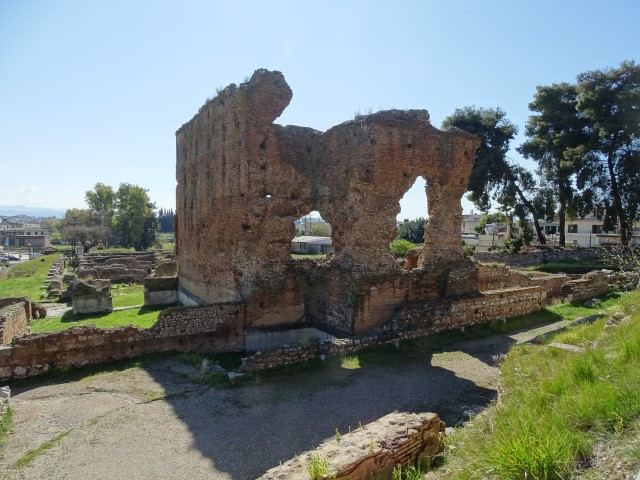
Thermes d'Argos.

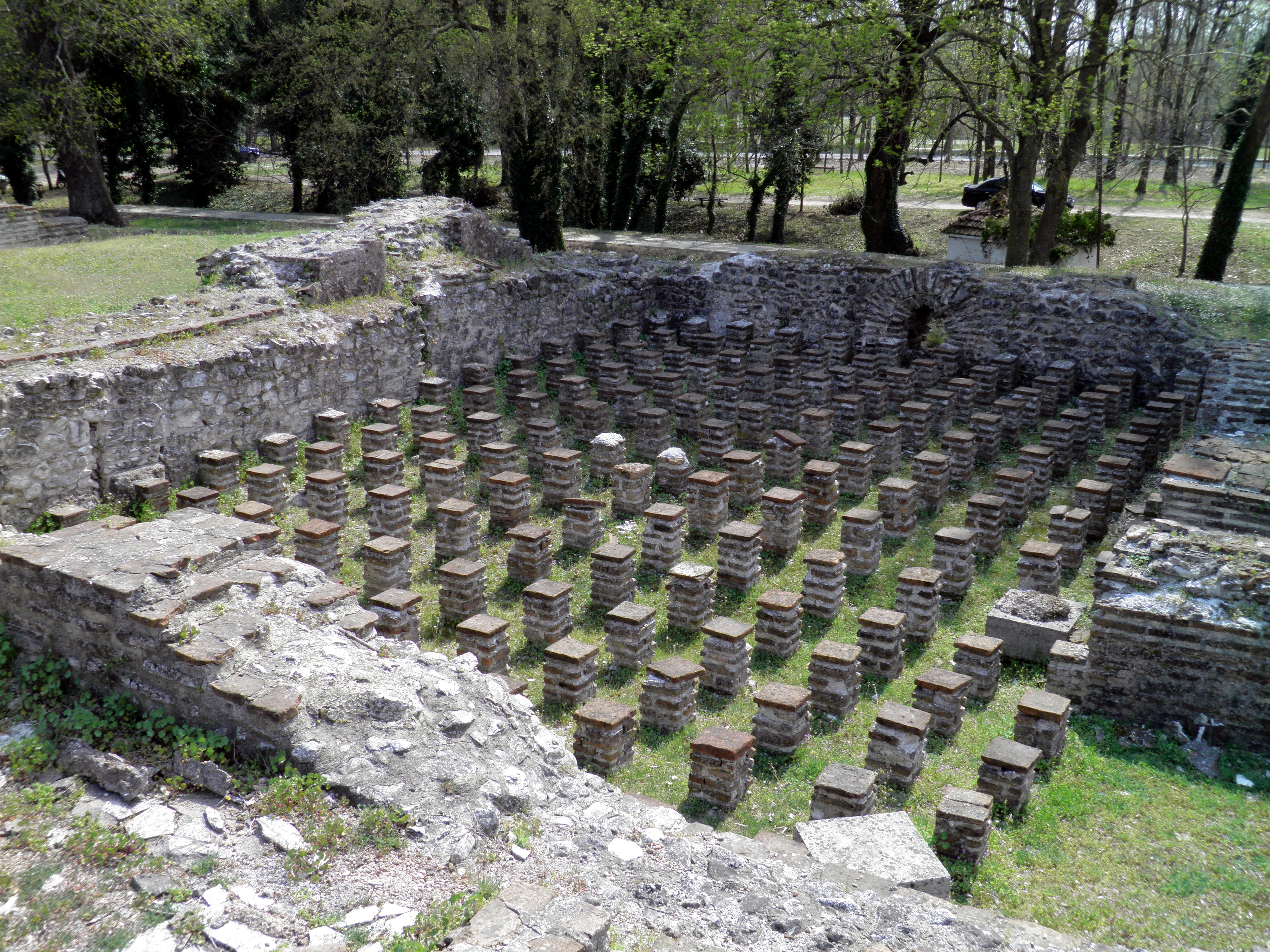
Hypocauste des grands bains de Dion.

- Aptera : citernes et bains romains
- Argos[50]
- Athènes : plusieurs thermes, dont des vestiges visibles près du Zappéion[Favro 1],[51]
- Corfou (Corcyre)[52]
- Corinthe[53]
- Cyllène[54]
- Dion (Colonia Julia Diensis)[Favro 2]
- Eléftherna
- Épidaure : thermes romains d'Épidaure
- Gortyne (Crète)[55]
- Isthmia : thermes d'Hadrien[56],[Favro 3]
- Missolonghi : thermes de Saint-Thomas[57]
- Moraḯtika (Corfou)[58]
- Nicopolis d'Épire : thermes de Proasteion[Favro 4],[59]
- Olympie : plusieurs thermes romains, dont ceux du Kladéos et de Kronion[Favro 2],[60]
- Philippes[61]
- Skafidiá (en)[62]
- Sparte : thermes d'Arapissa[Favro 5]
- Stavroménos (Crète)[63]
- Thessalonique : thermes romains sous la basilique Hagios Demetrios[64] et bains privés du palais de Galère[65]
- Zevgolatió[66]

## Hongrie
- Budapest (Aquincum) : les Thermae Maiores, mentionnés sur le site web en anglais du musée de la ville antique[67].

## Israël
- Beït Shéan

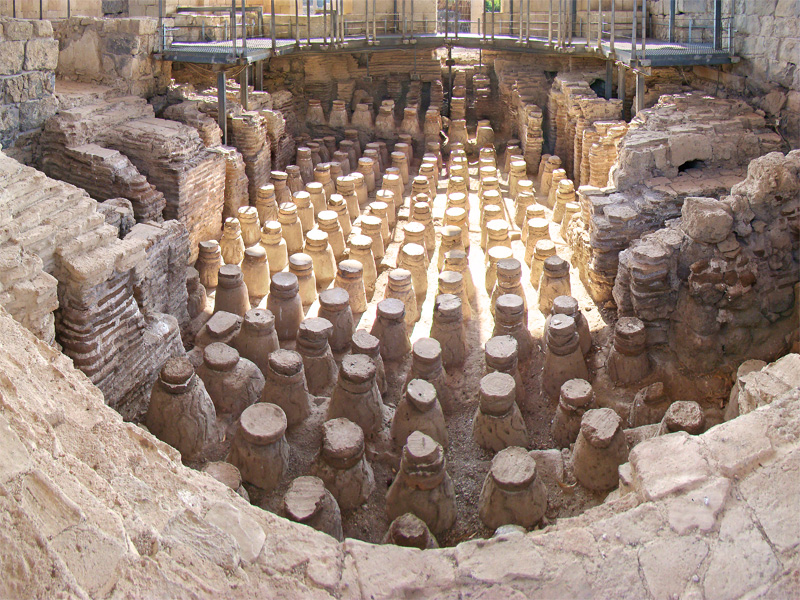
Thermes de Beït Shéan, Israël

- Massada : ville antique classée patrimoine mondial de l'Unesco depuis 2001[68]

## Italie

### Abbruzes
- Atri : les thermes romains reposent sous la cathédrale romano-gothique (construite notamment dans une piscine)[69]
- Chieti (Teate Marrucinorum)[70]
- Vasto (Histonium) : thermes mentionnés sur Internet[71]

### Calabre
- Rossano (Roscianum) : site archéologique de 500 hectares fouillés à partir de 1945 comprenant notamment des thermes romains

### Campanie
- Bacoli (Baiae) : thermes romains
- Herculanum : Thermes du forum
- Naples : dans le complexe religieux de Santa Chiara une passerelle donne accès aux restes d'anciens thermes romains[72]
- Oplontis : Thermes de la villa de Poppée à Oplontis
- Pompéi possédait quatre établissements thermaux :  les Thermes du Forum, les Thermes de Stabies, les Thermes suburbains et les Thermes centraux (qui n'étaient pas achevés lors de l'éruption de 79).

### Émilie-Romagne
- Bologne (Bononia) : Thermes romains de Bologne

### Latium
.

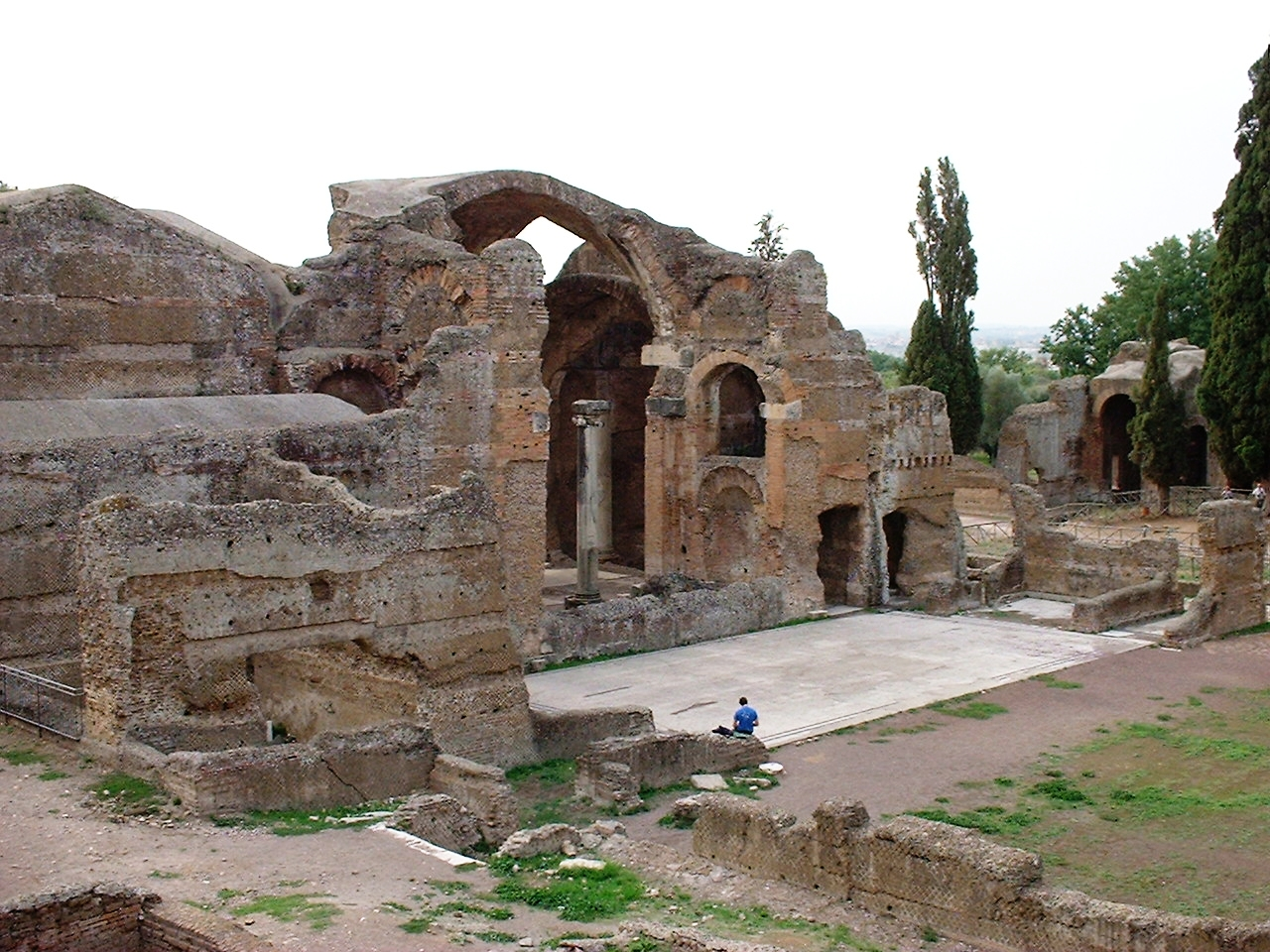
Thermes de la villa d'Hadrien. Le frigidarium a partiellement conservé sa voûte

- Ostie (Ostia antica) : très nombreux édifices dont les Thermes de Neptune[73]
- Tivoli : Thermes de la villa d'Hadrien

### Rome
- Thermes d'Agrippa (Thermæ Agrippæ), 25 av. J.-C.
- Thermes de Néron et d'Alexandre (Thermæ Neronianæ) : 64 ap. J.-C.
- Thermes de Titus (Thermæ Titianæ) : 80 ap. J.-C.
- Thermes de Septime Sévère :  203 ap. J.-C.
- Thermes de Caracalla, construit de 212 à 217 ap. J.-C.
- Thermes de Commode : 180 ap. J.-C.
- Thermes de Constantin : 326 ap. J.-C.
- Thermes de Deciano :  303 ap. J.-C.
- Thermes de Dioclétien
- Thermes de Domitien
- Thermes de Mecenate
- Thermes de Surane
- Thermes de Trajan

### Lombardie
- Milan (Mediolanum) : Thermes herculéens (it)
- Bormio (aquae Burmiae)

### Sardaigne
- Fordongianus (Forum Trajani)

### Sicile
- Catane : Thermes d'Achille et Thermes de l'Indirizzo, liste des thermes sur l'article de Wikipédia
- Piazza Armerina : Thermes de la Villa romaine du Casale
- Taormine (Tauromenium) : La Naumachia

### Vallée d'Aoste
- Thermes de Saint-Vincent ;
- Thermes de Pré-Saint-Didier.

## Jordanie
- Gadara : thermes mentionnés sur Internet[74]
- Jerash (Gerasa) : voir la page sur Wikipédia

## Liban
- Beyrouth : thermes romains de Beyrouth

## Libye
- Leptis Magna : Thermes d'Hadrien[réf. nécessaire] et "Villa des thermes des chasseurs"[Fevrier 2].

## Luxembourg
- Dalheim[75] (Vicus Ricciacum)
- Mamer (Vicus Mambra) : village antique de 12 hectares environ, fouillé en catastrophe en 1972, lors de travaux de redressement du Tossenberg. Les thermes romains sont découverts en 1973. Les travaux de restauration ont démontré que le vicus et les thermes sont réduits en cendres lors des incursions germaniques en 275 et 276[76].

## Maroc
- Banasa : une demi-douzaine de thermes dont deux privés[77]
- Thamusida : thermes romains[réf. nécessaire]
- Volubilis : quatre ensembles thermaux publics et plusieurs autres privés[78]

## Pays-Bas
- Heerlen (Coriovallum ou Cortovallum (selon le Carte de Peutingen): thermes romains (couvres) mentionnés sur Internet[79] Excavations romaines les plus grandes aux Pays Bays avec une musee moderne.
- Voorburg (Forum Hadriani). Thermes situés dans une ville romaine près d'un ancien port, mais pas visible aujourd'hui dans un parc public.[pas clair]

## Portugal
- Conímbriga : existence d'un aqueduc alimentant des thermes publics[80]
- Évora : thermes romains mentionnés sur Internet[81]
- Lisbonne (Felicitas Julia) : thermes romains[82]

## Roumanie
- Vetel[83] (Micia[83]) : thermes mentionnés sur Internet[83]

## Royaume-Uni

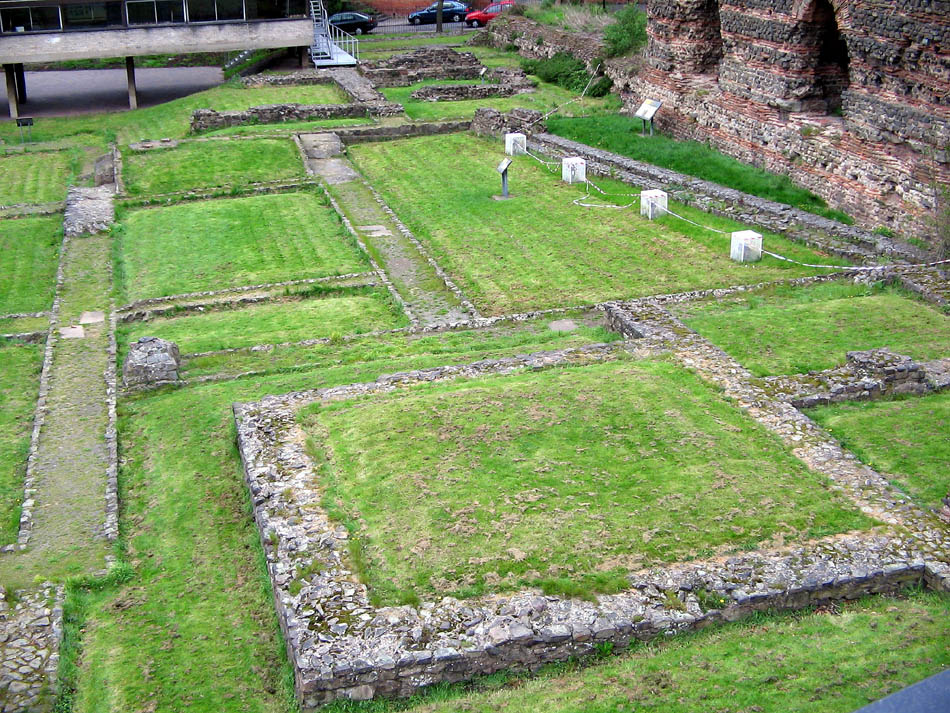
Thermes de Leicester

- Bath (Aquae Sulis) : Thermes romains de Bath
- Leicester (Ratae Corieltauorum) : vestiges possibles de thermes romains sur le site "The Jewry Wall"[84]
- Silchester (Calleva Atrebatum) : thermes romains[85]
- Wroxeter (Viroconium) : vestiges de thermes romains, notamment « The Old Work », « le vieil édifice », une arche du frigidarium[86]

## Serbie
- Gamzigrad : thermes du castrum romain[87]
- Belgrade (Singidunum) : Thermes romains de Belgrade
- Sokobanja : thermes mentionnés sur Internet[88]
- Viminacium : thermes découverts en 2003[89]

## Syrie
- Thermes de Sleim (Mohafazat de Souweida) : ces bains sont extrêmement bien conservés. Ils se composent de cinq pièces - dont trois chauffées - alignées. Ils sont sans doute d'une date précoce, peut-être le premier siècle de notre ère[90]

## Suisse

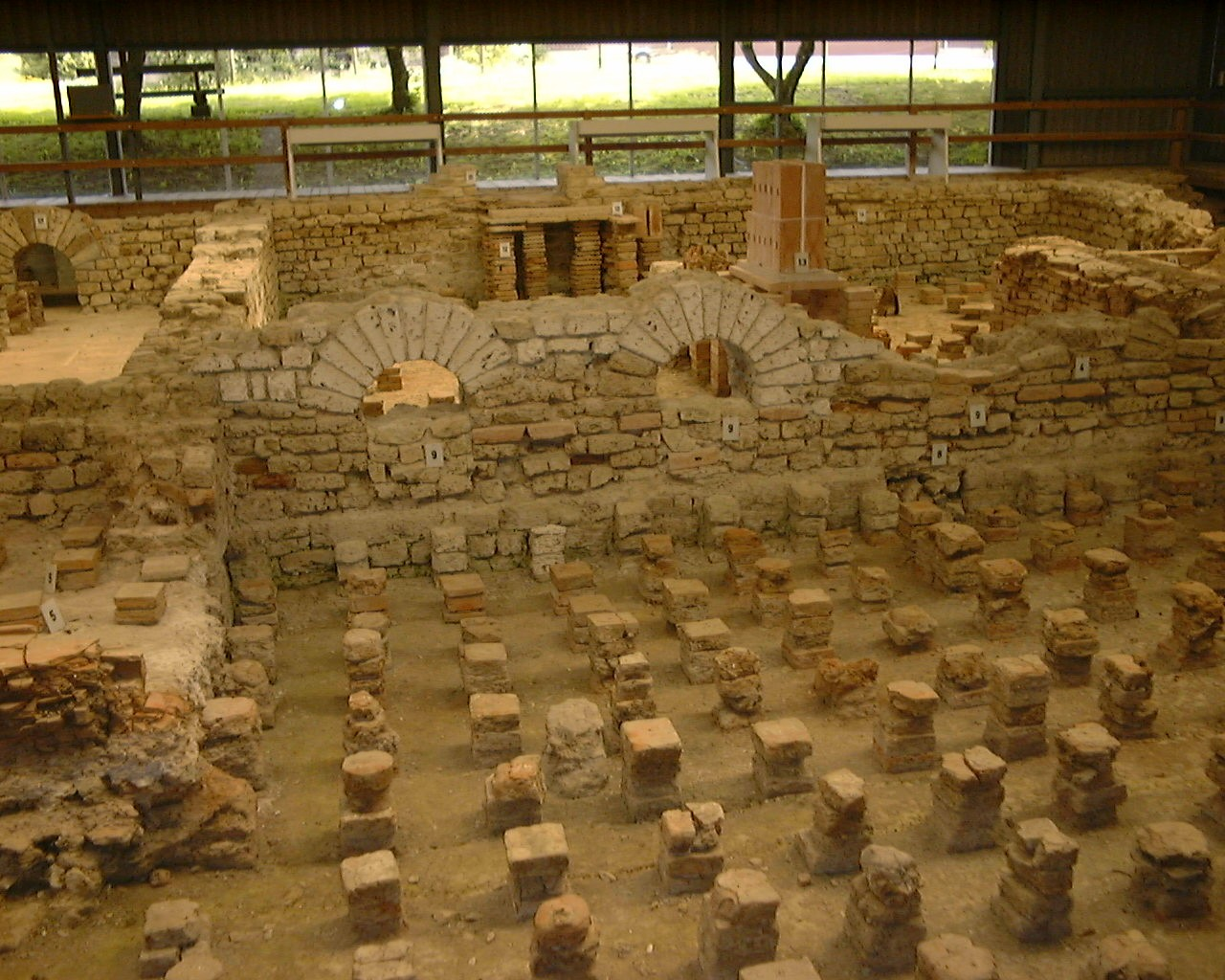
Thermes romains de Schleitheim

- Avenches (Aventicum) : thermes mentionnés sur Internet[91]
- Berne : thermes mentionnés sur Internet[92]
- Massongex (Tarnaiae) : thermes romains construits vers 10-15. Une mosaïque de 1,47 m sur 1,48 m (années 30) représentant deux pugilistes a été retrouvée dans ce qu'on peut identifier comme l'apodyterium (vestiaire)[93].
- Schleitheim : (Juliomagus) : thermes romains[94]
- Windisch (Vindonissa) : thermes du camp romain fondé vers 15. Vers l'an 30, des thermes sont ajoutés[95].
- Yverdon-les-Bains (Eburodunum) : thermes mentionnés sur Internet[96]

## Tunisie
- Bulla Regia : Thermes romains de Bulla Regia
- Carthage (Karthago) : Thermes d'Antonin
- Dougga : Thermes de Caracalla de Dougga
- Makthar (Mactaris) : visite du site par Paul-Albert Février en 1957 : les strates accumulées à l'intérieur avaient déjà disparu[Fevrier 3].
- Oudna
- Sbeïtla (Sufetula) : Thermes romains de Sufetula
- Thuburbo Majus : Thermes romains de Thuburbo Majus

## Turquie
- Allianoi : complexe thermal du IIe siècle sous l'empereur Hadrien, menacé d'engloutissement par un barrage[97].
- Ankara : thermes romains construits sous l'empereur Caracalla au IIIe siècle[98]
- Kaunos : thermes romains mentionnés sur Internet[99]
- Milet : thermes du IIe siècle av. J.-C. mentionnés sur Internet[100]
- Olympos : thermes romains[101]
- Sardes : thermes romains mentionnés sur Internet[102]